# Haynes Miller
Haynes Robert Miller (Princeton, 1948) é um matemático estadunidense, especialista em topologia algébrica.
Miller obteve a graduação na Universidade Harvard, com um doutorado na Universidade de Princeton, orientado por John Coleman Moore, com a tese Some Algebraic Aspects of the Adams–Novikov Spectral Sequence. Após o doutorado foi professor assistente em Harvard e na Universidade do Noroeste, a partir de 1977 na Universidade de Washington, sendo desde 1984 professor da Universidade de Notre Dame. É desde 1986 professor do Instituto de Tecnologia de Massachusetts (MIT).
Foi palestrante convidado do Congresso Internacional de Matemáticos em Berkeley, Califórnia (1986: The Sullivan conjecture and homotopical representation theory). Em 2012 foi eleito fellow da American Mathematical Society.